# Lista tabletów marki LG
Lista tabletów marki LG – lista tabletów wyprodukowanych przez południowokoreańskie przedsiębiorstwo LG Group. Modele wyprodukowane pod marką LG.
| Model            | Wymiary (mm)        | Masa(g) | Obsługa sieci | Wyświetlacz(cali) | Pamięć(GB)   | Aparat cyfrowy(Mpx) | Ogniwo(mAh) | Rok produkcji | Źródło |
| ---------------- | ------------------- | ------- | ------------- | ----------------- | ------------ | ------------------- | ----------- | ------------- | ------ |
| LG Optimus Pad   | 245 × 151,4 x 9,3   | 497     | 2G, 3G, LTE   | 8.9               | 32 ROM 1 RAM | 8                   | 6800        | 2012          | [ 1 ]  |
| LG G Pad 8.0     | 210,8 × 124,2 x 9,9 | 342     | Wi-Fi         | 8                 | 16 ROM 1 RAM | 5                   | 4200        | 2014          | [ 2 ]  |
| LG G Pad 8.0 LTE | 210,8 × 124,2 x 10  | 344     | 2G, 3G, LTE   | 8                 | 16 ROM 1 RAM | 5                   | 4200        | 2014          | [ 3 ]  |